# Energía hidráulica en España

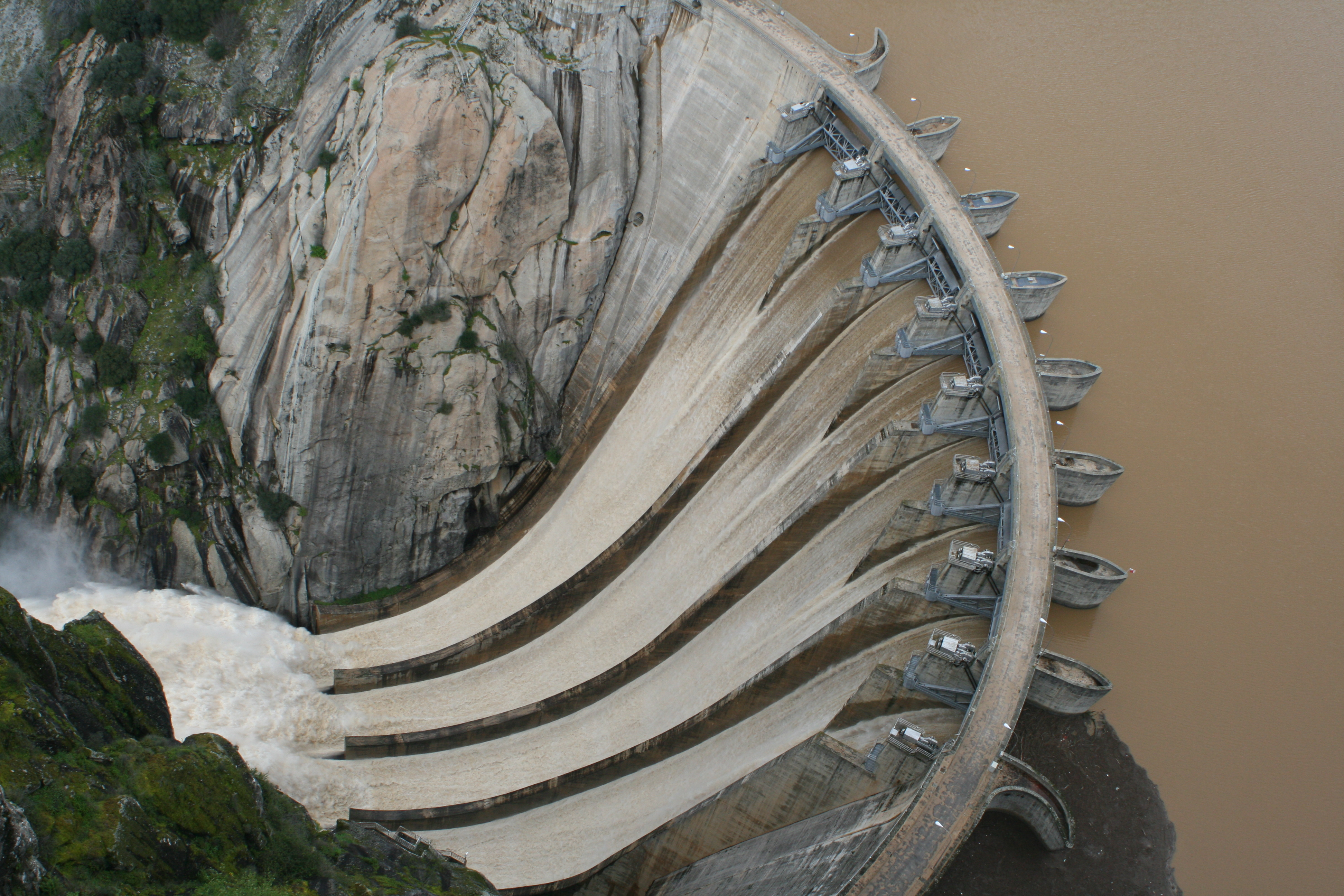
La presa de Aldeadávila, en la provincia de Salamanca, Castilla y León, de Iberdrola, tiene la central hidroeléctrica más productiva de España, con una media de 2400 GWh

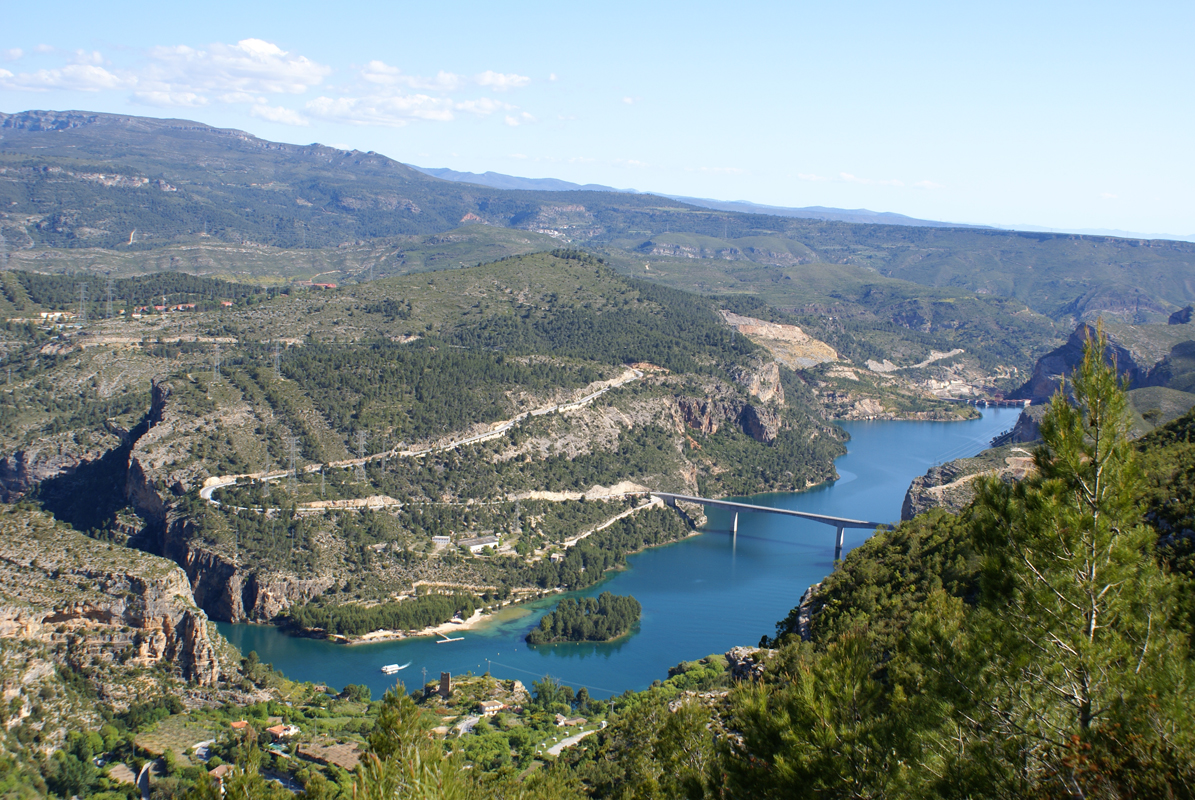
El embalse de Cortes-La Muela, en la provincia de Valencia, Comunidad Valenciana, perteneciente a Iberdrola, tiene una potencia instalada en España, 1720 MW en turbinación

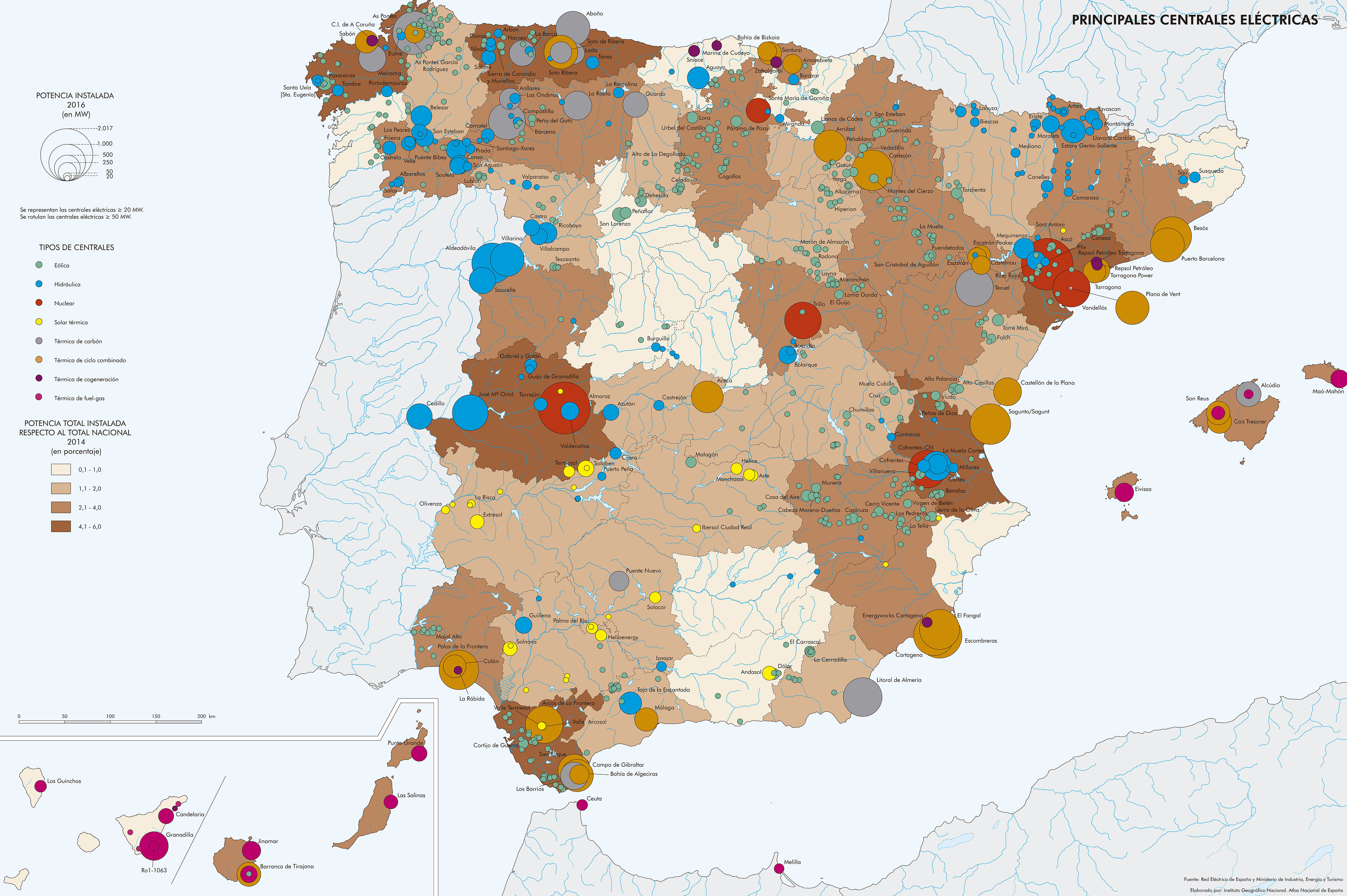
En azul, las centrales hidroléctricas españolas en 2016

La energía hidráulica en España es una fuente de energía eléctrica renovable que se encuentra en una fase avanzada de desarrollo, instalación y aprovechamiento. España se encuentra en la línea de otros países de la OCDE respecto a la producción de energía eléctrica, siendo el 18,5 % de esta energía de origen hidráulico. La evolución de la energía hidroeléctrica en España en las últimas décadas ha sido siempre creciente aunque la participación de esta en el total de eléctrica producida ha ido disminuyendo (92 % en 1940 vs 18 % en 2001). Esto se debe al aumento de la demanda, así como el incremento de la producción de energía térmica y nuclear de los últimos 50 y 30 años respectivamente.
La mayor central de producción individual corresponde a la de Aldeadávila, en el Duero (Salamanca), con 1139 MW. Formando parte del mayor sistema de producción hidroeléctrica, de la península ibérica, el Sistema Duero con una potencia instalada de más de 3161 MW en turbinación, seguida por el sistema 
Cortes-La Muela, en el Júcar (Valencia), con 1720 MW en turbinación o 1520 MW en bombeo, y la de Alcántara, en el Tajo (Cáceres), con 915 MW. Otros embalses con potencia por encima de los 500 MW son los de Villarino, en el Tormes (Salamanca), o Saucelle, en el Duero (Salamanca).

## Potencia instalada
Según la Asociación Hidroeléctrica Internacional, la potencia instalada de las centrales hidroeléctricas españolas alcanzaba los 20 425 MW a finales de 2023, lo que hace de España la 5ª central hidroeléctrica de Europa, con el 7,9 % del total europeo, tras Noruega (13,1 %), Turquía (12,6 %), Francia (9,9 %) e Italia (8,6 %), y la 13ª del mundo, con el 1,4 % del total mundial. China ocupa el primer lugar, con 421 540 MW.
La potencia instalada de las centrales hidroeléctricas españolas alcanzó los 20 378 MW a finales de 2018 según REE, de los cuales 3329 MW eran centrales de bombeo.
Las nuevas instalaciones en España en 2014 fueron de 11 MW (acumulación por bombeo): se trata del sistema híbrido eólico-hidráulico de Gorona del Viento, en la isla de El Hierro, que combina cinco aerogeneradores (11,5 MW) con una central de acumulación por bombeo de 10 MW y 11,3 MW en turbinas. El objetivo de este sistema fue sustituir por energías renovables el grueso de la producción eléctrica que antes proporcionaban nueve generadores diésel (13,4 MW). Sin embargo, durante los seis primeros meses de funcionamiento, este sistema solo cubrió el 30,7 % de la demanda de media. En 2018, este porcentaje aumentó hasta el 56,5 %.

## Producción
Potencia instalada y producción eléctrica con hidráulica en España (1990-2022) Datos nacionales desde 2006, anteriores solo península.
| Principales centrales de producción | Principales centrales de producción | Principales centrales de producción | Principales centrales de producción | Principales centrales de producción | Principales centrales de producción | Principales centrales de producción |
| Nombre                              | Producción anual                    | Potencia instalada                  | Provincia                           | Comunidad                           | Compañía                            |                                     |
| ----------------------------------- | ----------------------------------- | ----------------------------------- | ----------------------------------- | ----------------------------------- | ----------------------------------- | ----------------------------------- |
| Aldeadávila                         | 2400 GWh                            | 1139 MW                             | Salamanca                           | Castilla y León                     | Iberdrola                           |                                     |
| José María Oriol-Alcántara II       | 1750 GWh                            | 915 MW                              | Cáceres                             | Extremadura                         | Iberdrola                           |                                     |
| Cortes-La Muela                     | 1625 GWh                            | 1720 MW                             | Valencia                            | Comunidad Valenciana                | Iberdrola                           |                                     |
| Villarino                           | 1376 GWh                            | 810 MW                              | Salamanca                           | Castilla y León                     | Iberdrola                           |                                     |
| Saucelle                            | 900 GWh                             | 525 MW                              | Salamanca                           | Castilla y León                     | Iberdrola                           |                                     |

| Porcentaje de cobertura de la generación de electricidad por energía hidráulica en España |
|                                                                                           |

## Centrales de bombeo
Potencia instalada y producción eléctrica con hidráulica de bombeo (1990-2022)
Datos nacionales desde 2006, anteriores solo península.
Las centrales de acumulación por bombeo representan el 27,7 % de la capacidad total del sistema a finales de 2023: 5650 MW, situándose en 3ª posición en Europa, con el 10,4 % del total europeo, por detrás de Alemania (9379 MW) e Italia (7156 MW), y por delante de Francia (5051 MW) y Suiza (4055 MW), y 6ª en el mundo, muy por detrás de China: 50 940 MW, Japón: 27 470 MW y Estados Unidos: 22 170 MW. En enero de 2023, el Fondo Europeo de Desarrollo Regional concedió una subvención de 90 millones de euros al proyecto de central hidroeléctrica de bombeo de Chira, en Gran Canaria (200 MW, capacidad de almacenamiento: 3,6 GWh), que se acoplará a una planta desaladora de agua de mar. En marzo de 2023, Iberdrola obtuvo la aprobación del Gobierno para el proyecto de central de bombeo de Valdecañas (275 MW, incluidos 15 MW de baterías, capacidad total de almacenamiento: 210 GWh).
En 2024, las eléctricas calcularon que se podrían construir hasta 40 centrales hidroeléctricas de bombeo en instalaciones hidráulicas convencionales ya existentes, con una potencia de 15 000 MW, el triple de las que ya están operativas. Esta tecnología se basa en la existencia de dos embalses, uno a mayor cota de altura que el otro. Cuando en el sistema eléctrico nacional sobra energía eléctrica, la energía eléctrica excedente se gasta bombeando agua desde el embalse inferior hasta el superior, y cuando en el sistema eléctrico se incrementa la demanda de energía eléctrica, se genera energía eléctrica turbinando las aguas desde el embalse superior al inferior, constituyendo así los embalses una especie de "batería" o reserva de energía, para producir o almacenar energía hidroeléctrica renovable en función de la demanda. El Gobierno de España, presidido por Pedro Sánchez, contempló el uso de esta tecnología en la actualización del Plan Nacional de Energía y Clima (PNIEC), reformando la ley de aguas para convertir al almacenamiento hidráulico en uso prioritario del agua, sólo por detrás de los de consumo humano y riego.